# Салоимский, Иван Тимофеевич
Иван Тимофеевич Салоимский (1903—1955) — деятель советских спецслужб, генерал-лейтенант (1944).

## Биография
Родился в семье плотника. Окончил высшее начальное училище в Шацке и 1 курс вечернего отделения Ленинградского военно-механического института. С 1918 года в РККА.
В 1922—1930 годах служил в органах ЧК-ГПУ в Закавказье. В 1930—1940 годах — в ОГПУ Ленинградского военного округа (ЛВО), начальник особого отдела дивизии ЛВО, зам.начальника Мурманского и Псковского окружных особых отделов, начальник водного отдела УГБ УНКВД, начальник заградотряда 13-й армии в годы Советско-финской войны (1939—1940).
Участник Великой Отечественной войны — заместитель начальника особого отдела (ОО) Армии народного ополчения, начальник ОО 55-й армии, заместитель начальника ОО Ленинградского и Волховского фронтов. В 1943—1946 годах — начальник УКР «Смерш» Забайкальского и Дальневосточного фронтов.
В 1946—1952 годах — начальник УКР МГБ Прикарпатского, с марта 1952 года — начальник УКР МГБ—ОО МВД-ОО КГБ Туркестанского военных округов.

## Награды
- орден Ленина (21.02.1945)
- 3 ордена Красного Знамени (30.07.1942, 03.11.1944, 25.07.1949)
- орден Кутузова II степени (08.09.1945)
- 2 ордена Отечественной войны I степени (28.10.1943, 31.07.1944)
- орден Красной Звезды (07.04.1940)
- нагрудный знак «Заслуженный работник НКВД» (02.02.1942)
- 5 медалей.